# Harvard Art Museums
Gli Harvard Art Museums, parte della Harvard University, comprendono tre musei (Fogg Art Museum, il Busch-Reisinger Museum, e l'Arthur M. Sackler Museum) e quattro centri di ricerca (Centro Straus per la conservazione e studi tecnici, centro per lo studio dell'arte moderna, archivi dei musei d'arte di Harvard e esplorazione archeologica di Sardi).

## Caratteristiche
I Musei d'Arte di Harvard si distinguono per la gamma e la consistenza delle loro collezioni, le loro esposizioni, e la ricerca originale dei loro curatori. Le collezioni comprendono circa 250.000 oggetti di ogni genere, che vanno dall'antichità al presente e originari di Europa, Nord America, Nord Africa, Medio Oriente, Asia meridionale, Asia orientale e sud-est asiatico.
Nel 2008, l'edificio, al 32 di Quincy Street, che ospitava il Fogg Museum e il Museo Busch-Reisinger, è stato chiuso per l'attuazione di un progetto di grande rinnovamento che consentirà di creare un nuovo edificio museale progettato dall'architetto Renzo Piano, destinato ad ospitare tutti e tre i musei in un unico edificio. Durante il restauro, opere selezionate da tutti e tre i musei sono in mostra presso l'Arthur M. Sackler Museum, situato al 485 Broadway. Il futuro del celebre edificio dell'architetto James Stirling Sackler è incerto.

## Direttori
- Charles Herbert Moore : 1896 -1909
- Edward W. Forbes : 1909 - 1944
- John Coolidge : 1948 - 1968
- Agnes Mongan : 1968 - 1971
- Daniel Robbins : 1972 - 1974
- Seymour Slive : 1975 - 1984
- Edgar Peters Bowron : 1985 - 1990
- James Cuno : 1991 - 2002
- Thomas W. Lentz : 2003 - 2015
- Marta Tedeschi : 2016 - 2024
- Sarah Ganz Blythe : 2024 - Presente[1]